# 高齢者施設
高齢者施設（こうれいしゃしせつ）は、高齢者向けの居住施設。

## アメリカ合衆国
インディペンデント・リビング（independent living、IL）
自力で日常生活を送ることが可能な介護の必要のない高齢者を対象にした共通スペースや各種アクティビティをもつ集合住宅。リタイヤメント・ホームも参照。
アシスティッド・リビング（assisted living、AL）
食事・入浴・清掃・洗濯など日常生活での軽度要介護者の高齢者を対象にした施設。
ナーシングホーム（nursing home、NH）
身体的・精神的な理由により日常的介護や24時間の医療サービスを必要とし、自宅で自立した生活を送ることが難しい重度の要介護者を対象にした施設。ただし、高齢者だけでなく高度の障害をもつ若年者も入居する。
コンティニュイング・ケア・リタイアメント・コミュニティ（continuing care retirement community、CCRC）
インディペンデント・リビング、アシスティッド・リビング、ナーシングホームの機能を集約し、継続的な医療介護サービスを提供することを目的とした施設。

## フランス
高齢者アパート（logement foyer）
要介護高齢者入所施設の一種で自立生活が可能な高齢者を対象とする各個室や共有スペースからなる集合的な居住形態。
高齢者ホーム（maison de retraite）
要介護高齢者入所施設の一種で要介護度の比較的高い高齢者を対象とする居住施設。
民間ケア付き住宅（residences）
「レジデンス」 と呼ばれる入居者が費用を自己負担する民間営利事業者（介護会社や不動産会社）が運営するケア付きマンション。
グループホーム（cantou）
「カントゥ」と呼ばれる少人数の認知症高齢者と専門職員が一緒に住み込む形態の施設。